# B-23

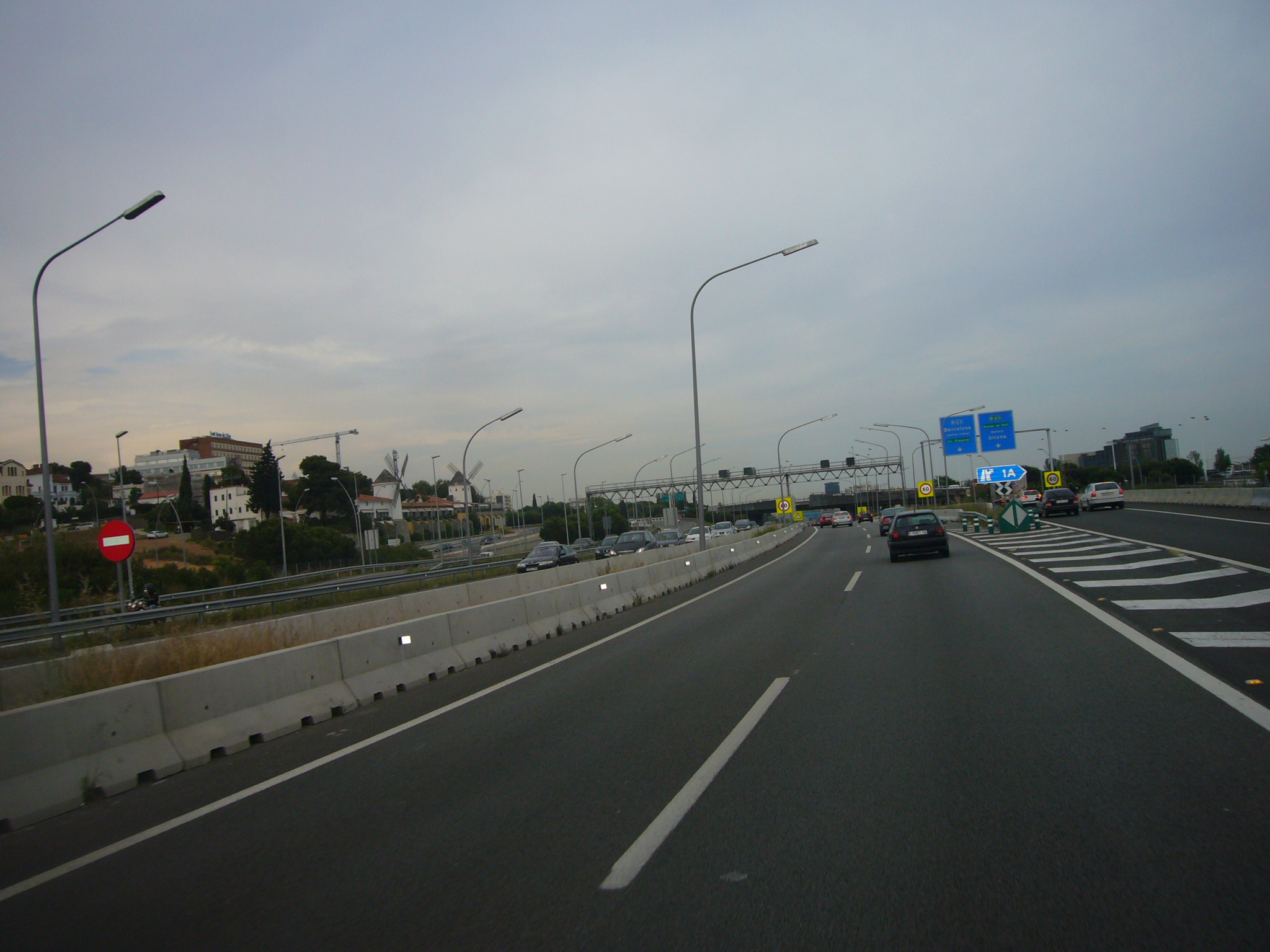
B-23 prop de l'entrada a Barcelona, a l'altura d'Esplugues de Llobregat. A l'esquerra es veu l'Hospital de Sant Joan de Déu, i el restaurant dels "tres molins"

L'Autopista B-23 és un accés a  la ciutat de Barcelona des de l'autopista AP-7, i és administrada pel Ministeri de Foment. És un tram de l'antiga Autopista A-2 (actualment AP-2), que va ser designada com B-23 quan es va canviar la denominació de les carreteres.
La B-23 comença al final de l'Avinguda Diagonal i es dirigeix paral·lela a l'autovia A-2 i al riu Llobregat, i finalitza connectant amb l'AP-7 a l'altura d'el Papiol.
El 18/02/2022 es va aprovar el traspàs d'aquesta infraestructura a la Generalitat de Catalunya
El 2025 s'han acabat les obres per a posar en marxa un carril bus que abasta un tram de més de set km i que ha suposat una despesa de 20,8 milions d'euros part finançat amb fons Next Generation. S'estima que per aquesta via hi circulen diàriament uns 100.000 vehicles i uns 600 autobusos.